# 岡田侑大
岡田 侑大（おかだ ゆうた、1998年〈平成10年〉6月10日 - ）は、日本の男子プロバスケットボール選手。京都府出身。ポジションはポイントガード、シューティングガード。Bリーグ・島根スサノオマジック所属。

## 来歴

### 生い立ち
バスケットボール選手だった父と兄の影響で、小学校2年生の時にバスケを始める。当初は掛け持ちしていた野球が中心の生活だったが、4年生の時に肩をけがした影響で野球を辞め、バスケ1本に絞った。中学は井手町立泉ヶ丘中学校に入学したが、部員が10人前後しかいなかった。
高校は東山高校に進学。2年時のインターハイ2015京都府予選で、大会44連覇中だった洛南高校を破り48年ぶりの優勝を果たし、地元開催のインターハイ2015ではベスト4に入った。3年時は主将を務め、チームはインターハイ2016とウインターカップ2016で準優勝となり、自身はウインターカップの得点王と大会ベスト5に選出された。

### 大学時代
2017年、拓殖大学に進学し、関東大学リーグ1部の拓殖大学オレンジクラッシャーズに加入。1年時から試合に出場すると、関東大学新人戦でチームは4位だったが、優秀選手賞（ベスト5）を受賞した。また、関東大学リーグ戦では31年ぶりの優勝に貢献し、優秀選手賞に選ばれた。同年のインカレ2017では、準決勝で3連覇中だった筑波大学に3点差で敗れたが、40分フル出場し21得点を記録。2018年、2年時の新人戦では準決勝で東海大学、決勝で日本体育大学を破り、26年ぶりの優勝を果たすとともに2年連続で優秀選手賞を受賞した。また、リーグ戦では白鷗大学戦で58得点を記録した。

### 大学を中退しプロの道へ
2018年11月、拓殖大学を中退し、Bリーグのシーホース三河に特別指定選手として入団。2018-19シーズンのリーグ新人王に選出。
2020年6月3日、富山グラウジーズへの移籍を発表。
2021年6月8日、信州ブレイブウォリアーズへの移籍を発表。
同年11月、FIBAバスケットボールワールドカップ2023アジア地区予選の日本代表候補に選出された。
2023年1月対戦相手へ行なった許しがたい侮辱行為により、懲罰処分をくだされる。
2023年5月13日、京都ハンナリーズへの移籍を発表。
2025年5月20日、島根スサノオマジックへの移籍を発表。

## 人物
- 小さい頃に憧れた職業は警察官だった。また、バスケットボール以外で好きなスポーツとしてバレーボールを挙げている[20]。視力は右1.0、左0.8で、手の大きさは縦（中指から手首）が20cm、横（親指の先から小指の先）が16.5cm[21]。
- 高校の時、自身のプレーについてステフィン・カリーやカイリー・アービングなどを参考にしていると語っている。また、高校時代のプレーは「豊かな想像力と巧みなテクニックで得点を量産するスラッシャー」と評されていた[22]。
- 2022年7月、妻子（乳幼児）がいる身でありながら、長野の若手女性アナアナウンサーとのUSJ宿泊不倫が報じられ、当初は苦し紛れの否定をしていたものの[23]自身のInstagramにて全面的に認め、離婚も合わせて発表した。[24]。

## 経歴
- 東山高校（2014年 - 2017年）
- 拓殖大学（2017年 - 2018年）
- シーホース三河（2018年11月 - 2020年6月）
  - シーホース三河（2018年11月 - 2019年6月、特別指定選手）
- 富山グラウジーズ（2020年7月 - 2021年6月）
- 信州ブレイブウォリアーズ（2021年7月 - 2023年6月）
- 京都ハンナリーズ（2023年7月 - 2025年5月）
- 島根スサノオマジック（2025年6月 - ）

## 個人成績

### Bリーグ
レギュラーシーズン
| シーズン      | チーム | GP | GS | MPG   | FG%  | 3P%  | FT%  | RPG | APG | SPG | BPG | TO  | PPG  |
| ------------- | ------ | -- | -- | ----- | ---- | ---- | ---- | --- | --- | --- | --- | --- | ---- |
| 2018-19（B1） | 三河   | 40 | 20 | 21:03 | .463 | .407 | .707 | 1.2 | 1.6 | 0.8 | 0.1 | 1.4 | 10.3 |
| 2019-20（B1） | 三河   | 33 | 18 | 16:28 | .449 | .354 | .795 | 1.4 | 1.3 | 0.6 | 0.1 | 1.0 | 7.2  |
| 2020-21（B1） | 富山   | 57 | 22 | 22:18 | .449 | .438 | .760 | 1.9 | 2.1 | 0.7 | 0.1 | 1.3 | 9.7  |
| 2021-22（B1） | 信州   | 42 | 23 | 23:03 | .457 | .364 | .717 | 2.0 | 2.8 | 0.8 | 0.1 | 1.7 | 13.8 |
| 2022-23（B1） | 信州   | 53 | 16 | 25:58 | .405 | .277 | .792 | 2.2 | 3.9 | 0.8 | 0.1 | 2.4 | 13.3 |

ポストシーズン
| シーズン      | チーム | GP | GS | MPG   | FG%  | 3P%  | FT%  | RPG | APG | SPG | BPG | TO  | PPG  |
| ------------- | ------ | -- | -- | ----- | ---- | ---- | ---- | --- | --- | --- | --- | --- | ---- |
| 2020-21（B1） | 富山   | 3  | 3  | 27:27 | .439 | .316 | .500 | 3.7 | 1.3 | 2.0 | 0.3 | 1.3 | 14.7 |

## 受賞歴
- ウインターカップ2016 優秀選手賞（2016年）
- 関東大学バスケットボール新人戦 優秀選手賞（2017年、2018年）
- 関東大学バスケットボールリーグ戦 優秀選手賞（2017年）
- Bリーグ 新人賞（2018-19）

## 日本代表歴
- U22日本代表
  - 2018アジア・パシフィック大学バスケットボールチャレンジ（2018年）
- 日本代表
  - FIBAバスケットボールワールドカップ2023アジア地区予選（2021年）